# NGC 2808
NGC 2808 és un cúmul globular de la constel·lació de la Quilla que pertany a la Via Làctia. És un dels cúmuls més massius de la galàxia, ja que conté més d'un milió d'estrelles. S'estima que té una edat d'uns 12.500 milions d'anys.

## Generació estel·lar
Es pensava que NGC 2808, com d'altres cúmuls globulars típics, contenia només una generació d'estrelles formades simultàniament a partir del mateix material. El 2007, un grup d'astrònoms de la Universitat de Pàdua a Itàlia investigaren fotografies del Telescopi espacial Hubble preses entre els anys 2005 i 2006 i trobaren que el cúmul està format per estrelles de tres generacions, totes nascudes entre els 200 milions d'anys de la formació del cúmul.
Els astrònoms argumenten que un cúmul globular només pot produir una generació d'estrelles, perquè la radiació de la primera generació expulsaria el gas residual no consumit en la primera generació d'estrelles fora del cúmul. No obstant, la gran massa d'un cúmul com el NGC 2808 podria ser suficient per a contrarestar gravitacionalment la pèrdua de matèria gasosa, per tant una segona i una tercera generació d'estrelles seria possible.
Una explicació alternativa per a les tres generacions d'estrelles de l'NGC 2808 és que podria tractar-se del romanent d'una galàxia nana que col·lidí amb la Via Làctia.